# Ош (Француска)
Ош (фр. Auch) је насељено место у Француској у региону Миди Пирене, у департману Жерс.
По подацима из 2011. године у општини је живело 21.871 становника, а густина насељености је износила 301,75 становника/km².

## Демографија
| 1962.  | 1968.  | 1975.  | 1982.  | 1990.  | 2011.  |
| ------ | ------ | ------ | ------ | ------ | ------ |
| 18.918 | 21.462 | 23.185 | 23.258 | 23.136 | 21.871 |

## Партнерски градови
- Меминген
- Калатајуд
- Cangas de Onís